# Prințul Augustus Ferdinand al Prusiei
Prințul August Ferdinand al Prusiei (germană August Ferdinand von Preußen; 23 mai 1730, Berlin – 2 mai 1813, Berlin) a fost prinț al Prusiei și general. A fost membru al Casei de Hohenzollern. 

## Familie
A fost fiul cel mic al regelui Frederic Wilhelm I al Prusiei și a soției acestuia, Sophia Dorothea de Hanovra. Mama lui a fost singura fiică a regelui George I al Marii Britanii. A fost fratele mai mic al regelui Frederic cel Mare (Frederic al II-lea al Prusiei), al reginei Louisa Ulrika a Suediei și a Wilhelminei de Brandenburg-Bayreuth.

## Căsătorie și copii
S-a căsătorit cu nepoata lui, Elisabeth Louise de Brandenburg-Schwedt, la 27 septembrie 1755. Ea era fiica surorii sale mai mari, Sophia Dorothea și a soțului acesteia, Margraful Frederic Wilhelm de Brandenburg-Schwedt. Mireasa era mai tânără cu opt ani decât mirele. August Ferdinand și Elisabeth Louise au avut șapte copii:
- Friederike Elisabeth Dorothea Henriette Amalie, Prințesă a Prusiei (1761–1773)
- Friedrich Heinrich  Emil Karl, Prinț al Prusiei (1769–1773)
- Friederike Dorothea Luise Philippine, Prințesă a Prusiei (1770–1836), căsătorită cu Prințul Antoni Radziwiłł
- Friedrich Christian Heinrich Ludwig (1771–1790)
- Friedrich Ludwig Christian (1772–1806)
- Friedrich Paul Heinrich August, Prinț al Prusiei (1776)
- Friedrich Wilhelm Heinrich August, Prinț al Prusiei (1779–1843)

Augustus a murit la Berlin la 2 mai 1813 la vârsta de 82 de ani. Elisabeth Louise va mai trăi șapte ani.

## Biografie
- Lundy, Darryl. „The Peerage: August Ferdinand Prinz von Preußen”. Accesat în 16 decembrie 2009.
- Family Tree